# Acid siringic
Acidul siringic este un compus organic fenolic dimetoxilat derivat de acid benzoic. Este un metabolit pentru unele specii de plante și poate fi regăsit în specii precum Ardisia elliptica și Schumannianthus dichotomus.

## Obținere
Acidul siringic poate fi obținut în urma unei reacții de hidroliză selectivă (prin demetilare) aplicată acidului eudesmic, în prezență de acid sulfuric 20%.